# Matsuko Deluxe
Matsuko Deluxe (マツコ・デラックス, Matsuko Derakkusu, nacido el 26 de octubre de 1972 en la Prefectura de Chiba) es un columnista, ensayista y personalidad televisiva japonesa conocida por su personalidad teatral de travesti femenina, así como por sus comentarios a favor de las personas homosexuales y su sexualidad. 

## Biografía
Después de graduarse de la escuela de belleza Tokyo Max, trabajó como asalariado. Inspirado por los activistas LGBT, cambió de carrera como editor y escritor en revistas gay japonesas, incluidas Badi y Barazoku. Antes de ser descubierta por el ensayista Usagi Nakamura, Matsuko Deluxe había dejado su trabajo a los veintitantos años y se convirtió en un NEET. Hizo su debut televisivo en el año 2000 en el programa Tokyo R&R y luego se convertiría en comentarista regular de programas como Goji ni Muchū!
En su libro de 2005 Weekly Travestite Returns, comentó que en 2000 había medido sus medidas de busto/cintura/cadera que eran todas de 180 centímetros (70,9 plg) y en ese momento pesaba 140 kilogramos (308,6 lb). Matsuko Deluxe es un hombre gay travestido que prefiere los pronombres masculinos.
En 2010, se hizo conocido por su "pelea" con muchas de las locutoras de televisión de Japón por su imagen percibida. Matsuko también criticó la legislación del entonces gobernador de la prefectura de Tokio, Shintaro Ishihara, para limitar las ventas de manga y anime a menores de 18 años, así como el notable desdén del gobernador por la homosexualidad y el travestismo. En 2012, Matsuko participó en un debate sobre el orgullo nacional de los chinos, coreanos y japoneses y cuando un invitado coreano-japonés afirmó que "el entretenimiento japonés es como el béisbol de campo, pero el entretenimiento coreano es como el béisbol profesional", respondió que el K-pop era "nada más que una imitación de la música pop estadounidense". Cuando un participante coreano-japonés señaló que la popularidad de Lady Gaga en Japón era una señal de la debilidad del J-pop, Matsuko respondió que Japón había acogido la música de muchas culturas, incluida la coreana, y dijo que si a los artistas del K-pop no les gustaba Japón tal como es entonces no tenían que quedarse. Las declaraciones de Matsuko causaron controversia en el internet coreano.

## Televisión
Matsuko es panelista habitual y, a veces, presenta los programas de entrevistas japoneses Goji ni Muchū!, Honma Dekka! ? televisor , Shirushiru Mishiru, Karisome Tenkoku de Matsuko & Ariyoshi, Jinsei ga Kawaru Ippunkan no Fuka Ii Hanashi, Matsuko no Shiranai Sekai (El mundo desconocido para Matsuko ), Arita & Matsuko & Man & Woman, y Monday Late Show, y también un invitado frecuente en la popular comedia Downtown no Gaki no Tsukai ya Arahende! ! En 2013, Matsuko se convirtió en parte de una campaña publicitaria para el décimo aniversario de la introducción de la dona "Pon de Ring" de Mister Donut, y ha seguido siendo el portavoz de la compañía a través de la renovación de su receta y promociones de colaboración Calpis.